# ヴァラズダト・ハロヤン
ヴァラズダト・ハロヤン（Varazdat Haroyan、1992年8月24日 - ）は、アルメニア・エレバン出身のサッカー選手。ポジションはディフェンダー。青島西海岸足球倶楽部所属。アルメニア代表。

## クラブ経歴
2008年、アルメニア2部リーグに所属していたパタニFCにてプロデビューを果たすが、同年にパタニFCが経営破綻したことで、2009年にアルメニア強豪のFCピュニク・エレバンへ加入した。
2016年6月6日、ペルシアン・ガルフ・プロリーグのシャフリ・ホドロFCに2年契約で移籍した。
2017年7月5日、FCウラル・スヴェルドロフスク・オブラストに加入した。
2020年10月6日、フリーでFKタンボフへ移籍した。
2021年2月15日、FCアスタナへの移籍が発表された。
2021年5月24日、カディスCFと2年契約を交わした。また、ラ・リーガでは、2016年にラージョ・バジェカーノで半年間プレーしたアラス・オズビリズに続いて2人目のアルメニア人選手となる。同年8月14日、レバンテUDとのシーズン開幕戦で先発フル出場して移籍後初出場を飾った。シーズン前半戦は安定した出場機会を得たが、シーズン途中にセルヒオ・ゴンサレスが監督に就任すると、負傷の影響もあってポジションを失った。シーズン終了後の7月4日、カディスと双方合意の下で契約を解除したことが発表された。
2022年7月12日、フリーでアノルトシス・ファマグスタに加入し、2年契約を結んだ

## 代表経歴
2011年8月10日、リトアニア代表との親善試合でアルメニア代表デビューを果たした。